# Brères
Brères ist eine französische Gemeinde mit 75 Einwohnern (Stand: 1. Januar 2022) im Département Doubs in der Region Bourgogne-Franche-Comté.

## Geographie
Brères liegt auf 260 m, südlich von Quingey, etwa 24 Kilometer südwestlich der Stadt Besançon (Luftlinie). Das Dorf erstreckt sich im westlichen Jura, am linken (östlichen) Ufer der Loue in einem Becken zwischen den Höhen des Bois du Peu im Westen und des Bois du Fay im Osten.
Die Fläche des 2,15 km² großen Gemeindegebiets umfasst einen Abschnitt des westlichen französischen Juras. Begrenzt wird das Gebiet im Westen durch die Loue. Sie fließt hier nach Süden durch ein breites Becken, das von den äußersten Höhenzügen des Juras umrahmt wird. Vom Flusslauf erstreckt sich das Gemeindeareal ostwärts, wobei das Gelände sanft ansteigt. Am östlichen Gemeinderand wird mit 298 m die höchste Erhebung von Brères erreicht.
Zu Brères gehört der Weiler Brères-Dessous (258 m) an der Loue. Nachbargemeinden von Brères sind 
- Lombard und Pessans im Norden,
- Le Val mit Montfort im Osten,
- Samson ebenfalls im Osten,
- Paroy und Chay im Süden
- Mesmay im Westen.

## Sehenswürdigkeiten
In Brères-Dessous steht ein Herrschaftshaus, das ursprünglich auf das 15. Jahrhundert zurückgeht, später aber mehrfach umgestaltet wurde. Die Steinbrücke, welche über die Loue führt, wurde 1845 erbaut.

## Bevölkerung
| Jahr                       | 1962 | 1968 | 1975 | 1982 | 1990 | 1999 | 2016 |
| Einwohner                  | 34   | 32   | 26   | 24   | 28   | 35   | 60   |
| Quellen: Cassini und INSEE |      |      |      |      |      |      |      |

Mit 75 Einwohnern (Stand 1. Januar 2022) gehört Brères zu den kleinsten Gemeinden des Départements Doubs. Während des ganzen 20. Jahrhunderts pendelte die Einwohnerzahl stets im Bereich zwischen 24 und 48 Personen.

## Wirtschaft und Infrastruktur
Brères war bis weit ins 20. Jahrhundert hinein ein vorwiegend durch die Landwirtschaft (Ackerbau, Obstbau und Viehzucht) geprägtes Dorf. Die Wasserkraft der Loue wurde früher für den Betrieb einer Mühle genutzt. Noch heute leben die Bewohner zur Hauptsache von der Tätigkeit im primären Sektor. Außerhalb des primären Sektors gibt es fast keine Arbeitsplätze im Dorf. Einige Erwerbstätige sind auch Wegpendler, die in den umliegenden größeren Ortschaften ihrer Arbeit nachgehen.
Die Ortschaft liegt abseits der größeren Durchgangsstraßen, ist aber von der Hauptstraße N83, die von Besançon nach Lons-le-Saunier führt, leicht erreichbar. Weitere Straßenverbindungen bestehen mit Mesmay und Chay.